# Declaração de Helsinque

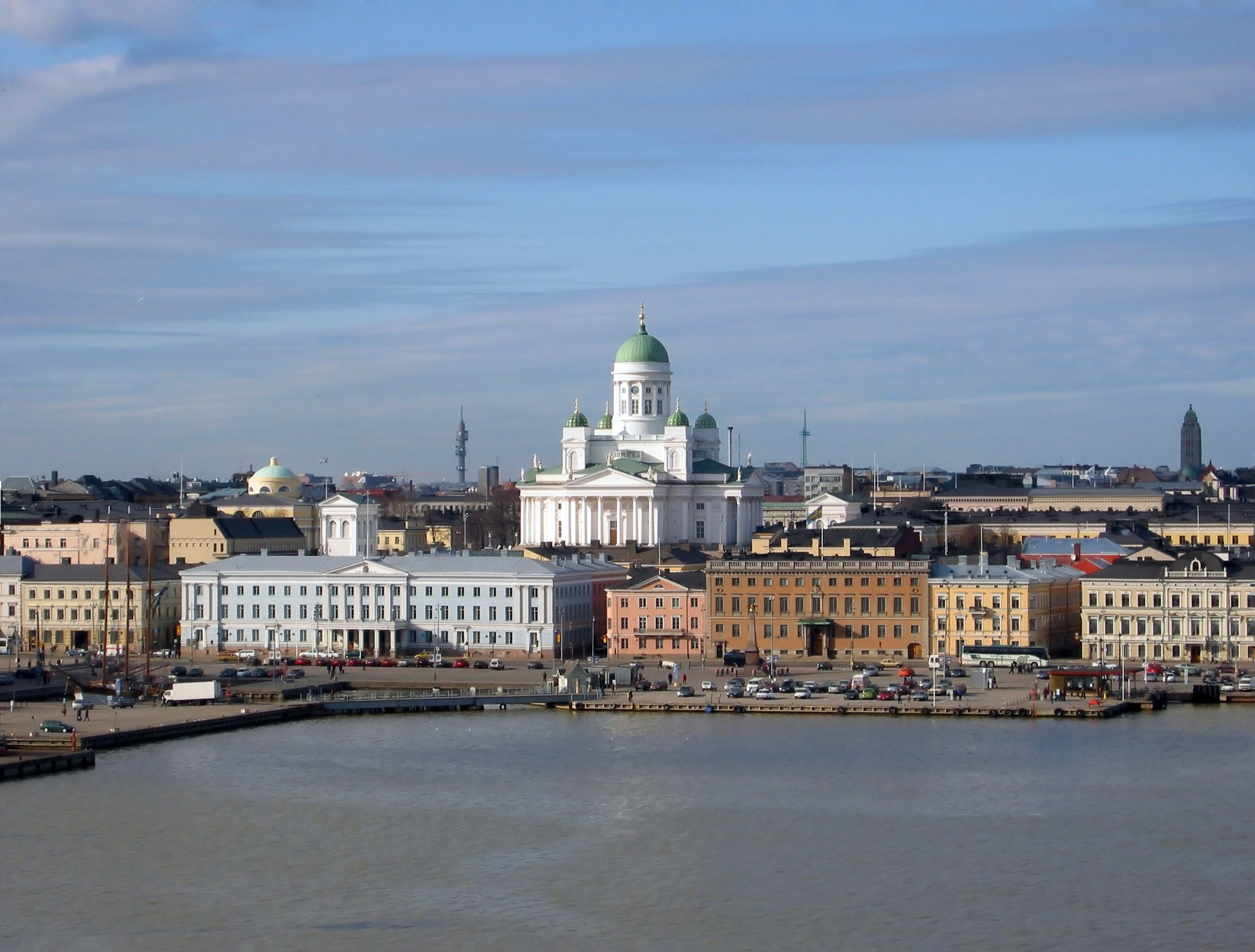
Vista de Helsinque, cidade sede da 18ª Assembleia Médica Mundial, onde a primeira Declaração foi redigida.

A Declaração de Helsínquia (português europeu) ou Helsinque (português brasileiro) é um conjunto de princípios éticos que regem a pesquisa com seres humanos, e foi redigida pela Associação Médica Mundial em 1964. Posteriormente, foi revisada 7 vezes, sendo sua última revisão em outubro de 2013, durante a Assembleia Geral da WMA em Fortaleza (Brasil), e teve dois esclarecimentos. A Declaração é um importante documento na história da ética em pesquisa, e surge como o primeiro esforço significativo da comunidade médica para regulamentar a investigação em si. É considerada como sendo o 1º padrão internacional de pesquisa biomédica e constitui a base da maioria dos documentos subsequentes.

## Histórico
Antes do Código de Nuremberg, em 1947, não havia um código de conduta que regesse os aspectos éticos das pesquisas com seres humanos, embora alguns países, tais como Alemanha e Rússia, tivessem políticas nacionais.
Reconhecendo algumas falhas no Código de Nuremberg, realizado no fim da Segunda Guerra Mundial, por ocasião dos Julgamentos em Nuremberg, a Associação Médica Mundial elaborou a Declaração de Helsinque, em junho de 1964, durante a 18ª Assembleia Médica Mundial, em Helsinque, na Finlândia. A partir de então, esse documento se tornou referência na maioria das diretrizes nacionais e internacionais, defendendo em 1º lugar a afirmação de que "o bem estar do ser humano deve ter prioridade sobre os interesses da ciência e da sociedade", e dando importância especial ao consentimento livre e firmado em pesquisas médicas que envolvam seres humanos.
A Declaração desenvolveu os dez primeiros princípios defendidos no Código de Nuremberg, e aliou-os à Declaração de Genebra (1948), uma declaração de deveres éticos do médico. Dirigida mais à investigação clínica, solicitou mudanças na prática médica a partir do conceito de "Experimentação Humana" utilizada no Código de Nuremberg, sendo uma delas a flexibilização das condições de autorização, que era "absolutamente essencial" em Nuremberg. Os médicos foram convidados à obtenção do consentimento "se possível" e a possibilidade de investigação foi autorizada sem o consentimento, o qual poderia ser conseguido através de um guardião legal.

## Revisões e alterações
A declaração foi revisada e alterada por mais 7 vezes, sendo elas:
1. Primeira revisão ocorrida por ocasião da 29ª Assembleia Médica Mundial, em Tóquio, no Japão, em 1975
2. Segunda revisão, na 35ª Assembleia, em Veneza, na Itália, em 1983
3. Terceira revisão, na 41ª Assembleia, em Hong Kong, em 1989
4. Quarta revisão, na 48ª Assembleia em Sommerset West, na África do Sul, em 1996
5. Quinta revisão, na 52ª Assembleia, em Edimburgo, na Escócia, em outubro de 2000
6. Sexta revisão, na 59ª Assembleia, em Seul, Coreia do Sul, em outubro de 2008
7. Sétima revisão, na 64ª Assembleia, em Fortaleza, Brasil, em outubro de 2013

Além das revisões, ocorreram duas alterações:
1. Alteração ocorrida na 53ª Assembleia, em Washington, Estados Unidos, em 2002 (Nota no parágrafo 29)
2. Alteração ocorrida na 55ª Assembleia, em Tóquio, Japão, em 2004 (Nota no parágrafo 30)

## Características das revisões
Na primeira revisão, os princípios básicos, que na declaração original eram 5, em 1975 passaram a ser 12, acrescentando-se a eles a preocupação pelo aspecto legal da pesquisa, seja no aspecto da pesquisa clínica terapêutica, seja no aspecto da pesquisa biomédica puramente científica. As revisões posteriores, entre 1975 e 2000, foram relativamente menores. A segunda revisão, em 1983, incluiu a busca do consentimento dos menores, sempre que possível, enquanto que a terceira revisão, em 1989, tratou de definir a função e estrutura da “comissão independente”.
A partir de 1982, a Declaração contou com a colaboração de um guia universal da CIOMS e da Organização Mundial da Saúde (OMS), as quais desenvolveram as suas Diretrizes Éticas Internacionais para Pesquisas Biomédicas Envolvendo Seres Humanos.

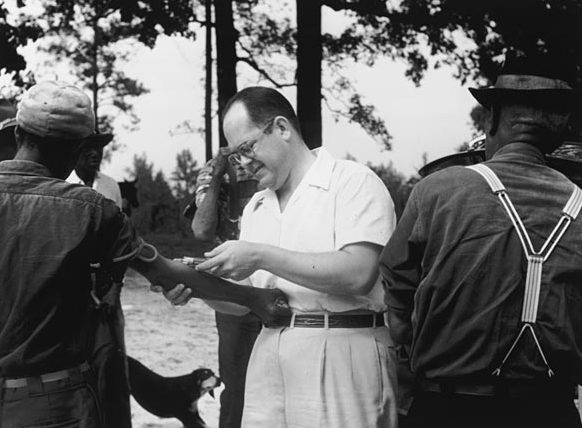
Estudo da sífilis não tratada de Tuskegee, foto de 1953, no Alabama.

A revisão realizada em 2000 foi resultado das duras críticas direcionadas a estudos conduzidos na África, que testaram o AZT na prevenção da transmissão vertical do HIV e que foram controlados por placebo. Essa revisão mais atualizada inclui, portanto, relevantes questões presentes nas pesquisas atuais, tais como o uso de controles por placebo, e propõe que qualquer método novo deve ser testado em comparação com os melhores métodos profiláticos, diagnósticos e terapêuticos comprovados atuais. A declaração revisada também afirma que "a pesquisa médica só é justificada se houver uma probabilidade razoável de que as populações entre as quais a pesquisa for realizada obtiverem benefícios através dos resultados", e exige acesso aos benefícios para todos os participantes do estudo.
O documento salienta também a necessidade de proteção adicional para pessoas com autonomia diminuída, e suscita precaução, por parte do médico-pesquisador, quando este envolve seus próprios pacientes na pesquisa.

## Características
A Declaração de Helsinque apresenta sempre uma introdução, na qual conclama as responsabilidades da missão do médico, e busca diferenciar a pesquisa médica que tem como objetivo essencial o diagnóstico ou a terapia para um paciente, da pesquisa médica puramente científica e sem um valor direto diagnóstico ou terapêutico para a pessoa sujeita à pesquisa.
Após a introdução, a Declaração apresenta seus princípios básicos, onde expõe a responsabilidade e as precauções que devem ser tomadas na pesquisa envolvendo seres humanos, salientando os riscos e a avaliação das consequências.
A Declaração apresenta uma série de pré-requisitos para a pesquisa, diferenciando-a em pesquisa clínica terapêutica, que visa ao tratamento do doente, e a pesquisa não terapêutica, com aplicação puramente científica.

## Declaração de Helsinque I
Adotada por ocasião da 18ª Assembleia Médica Mundial, realizada em Helsinque, Finlândia, em 1964.

### Introdução
É missão do médico resguardar a saúde do Povo. Seu conhecimento e sua consciência são dedicados ao cumprimento dessa missão.
A declaração de Genebra da Associação Médica Mundial estabelece o compromisso do médico com as seguintes palavras: "A Saúde do meu paciente será minha primeira consideração", e o Código Internacional de Ética Médica declara: "Qualquer ato ou notícia, que possa enfraquecer a resistência do seu humano, só pode ser usado em seu benefício".
Porque é essencialmente importante que os resultados de experiência de laboratório sejam aplicados aos seres humanos para incremento do conhecimento científico e para ajudar a humanidade que sofre, a Associação Médica Mundial preparou as seguintes recomendações, como um guia de todo médico que trabalha na pesquisa clínica. É preciso acentuar que os padrões, como apresentados, são somente um guia para os médicos em todo o mundo. Os médicos não são isentos das responsabilidades criminais, civis e éticas de seus próprios países.
No campo da pesquisa clínica, uma diferença fundamental deve ser reconhecida entre a pesquisa clínica cujo propósito é essencialmente terapêutico para um paciente, e a pesquisa clínica cujo objetivo principal é puramente científico e sem valor terapêutico para a pessoa submetida à pesquisa.

### Princípios Básicos
1. A pesquisa clínica deve adaptar-se aos princípios morais e científicos que justificam a pesquisa médica e deve ser baseada em experiências de laboratório e com animais ou em outros fatos cientificamente determinados.
2. A pesquisa clínica deve ser conduzida somente por pessoas cientificamente qualificadas e sob a supervisão de alguém medicamente qualificado.
3. A pesquisa não pode ser legitimamente desenvolvida, a menos que a importância do objetivo seja proporcional ao risco inerente à pessoa exposta.
4. Todo projeto de pesquisa clínica deve ser precedido de cuidadosa avaliação dos riscos inerentes, em comparação aos benefícios previsíveis para a pessoa exposta ou para outros.
5. Precaução especial deve ser tomada pelo médico ao realizar a pesquisa clínica na qual a personalidade da pessoa exposta é passível de ser alterada pelas drogas ou pelo procedimento experimental.

### A Pesquisa Clínica Combinada com o Cuidado Profissional
1. No tratamento da pessoa enferma, o médico deve ser livre para empregar novos métodos terapêuticos, se, em julgamento, eles oferecem esperança de salvar uma vida, restabelecendo a saúde ou aliviando o sofrimento. Sendo possível, e de acordo com a psicologia do paciente, o médico deve obter o livre consentimento do mesmo, depois de lhe ter sido dada uma explicação completa. Em caso de incapacidade legal, o consentimento deve ser obtido do responsável legal; em caso de incapacidade física, a autorização do responsável legal substitui a do paciente.
2. O médico pode combinar a pesquisa clínica com o cuidado profissional, desde que o objetivo represente a aquisição de uma nova descoberta médica, apenas na extensão em que a pesquisa clínica é justificada pelo seu valor terapêutico para o paciente.

### A Pesquisa Clínica Não Terapêutica
1. Na aplicação puramente científica da pesquisa clínica, desenvolvida num ser humano, é dever do médico tornar-se protetor da vida e da saúde do paciente objeto da pesquisa.
2. A natureza, o propósito e o risco da pesquisa clínica devem ser explicados pelo médico ao paciente.
3. a - A pesquisa clínica em um ser humano não pode ser empreendida sem seu livre consentimento, depois de totalmente esclarecido; se legalmente incapaz, deve ser obtido o consentimento do responsável legal. b - O paciente da pesquisa clínica deve estar em estado mental, físico e legal que o habilite a exercer plenamente seu poder de decisão. c - O consentimento, como é norma, deve ser dado por escrito. Entretanto, a responsabilidade da pesquisa clínica é sempre do pesquisador; nunca recai sobre o paciente, mesmo depois de ter sido obtido seu consentimento.
4. a - O investigador deve respeitar o direito de cada indivíduo de resguardar sua integridade pessoal, especialmente se o paciente está em relação de dependência do investigador. b - Em qualquer momento, no decorrer da pesquisa clínica, o paciente ou seu responsável serão livres para cancelar a autorização de prosseguimento da pesquisa. O investigador ou a equipe da investigação devem interromper a pesquisa quando, em julgamento pessoal ou de equipe, seja a mesma prejudicial ao indivíduo.

## Declaração de Helsinque II
A primeira revisão da Declaração de Helsinque foi realizada por ocasião da 29ª Assembleia Mundial de Médicos, em Tóquio, Japão, em 1975.
Em sua introdução, além das preocupações da Declaração anterior, delineia-se já uma preocupação ambiental e com os animais envolvidos na pesquisa.
Os princípios básicos, que na primeira declaração eram 5, em 1975 passam a ser 12, acrescentando-se a eles a preocupação pelo aspecto legal da pesquisa, seja no tocante à pesquisa clínica terapêutica, seja no aspecto da pesquisa biomédica puramente científica. Entre tais aspectos, há uma preocupação na formalização de protocolos experimentais, os quais devem ser transmitidos a uma “comissão independente” especialmente nomeada, para consideração, comentário e orientação, e precauções no tocante à publicação dos resultados da pesquisa se apoiam na observância aos princípios contidos na Declaração, de maneira formal e escrita, além da nomeação de considerações éticas envolvidas.
Em suas considerações sobre a pesquisa não terapêutica, de interesse puramente científico, a Declaração de Helsinque II defende que “em pesquisa com o homem, o interesse da ciência e da sociedade nunca deve ter precedência sobre considerações relacionadas com o bem estar do indivíduo”. Assim, foi dada primazia ao indivíduo sobre a sociedade.

## Declaração de Helsinque III
Redigida de acordo com a 2ª revisão, realizada na 35ª Assembleia Mundial de Médicos, em Veneza, Itália, em 1983.
Conservando a introdução da Declaração anterior, a Declaração de Helsinque III, após revisão, segue o mesmo número de princípios (12), e os mesmos regulamentos para pesquisas com finalidade terapêutica e pesquisas com objetivo puramente científico, incluindo a busca, sempre que possível, do consentimento de menores.

## Declaração de Helsinque IV
Redigida de acordo com a 3ª revisão, realizada na 41ª Assembleia Mundial de Médicos, em Hong Kong, 1989.
A Declaração de Helsinque IV conserva a mesma introdução das Declarações II e III, assim como defende o mesmo número e qualidade dos princípios fundamentais, tratando de definir a função e a estrutura da “comissão independente”.

## Declaração de Helsinque V

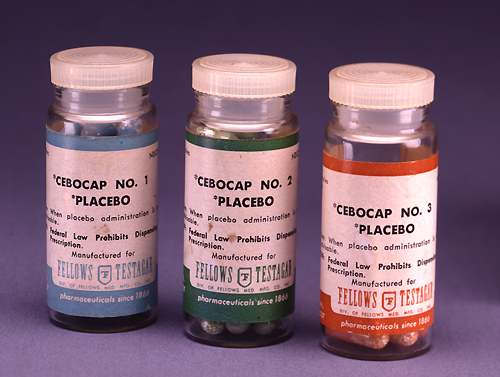
A utilização de estudos com placebo em sociedades não desenvolvidas e que não têm acesso à terapêutica adequada é um dos alvos das revisões da Declaração de Helsinque.

Redigida de acordo com a 4ª revisão, realizada na 48ª Assembleia Médica Mundial, em Sommerset West, África do Sul, em 1996.
A Declaração de Helsinque V conserva a mesma introdução das Declarações II, III e IV assim como defende o mesmo número e qualidade dos princípios fundamentais.
Um estudo clínico sobre placebos no tratamento da AIDS (Clinical Trials Group (ACTG) 076 - Estudo de Zidovudina na transmissão materno-infantil do HIV) havia sido publicado em 1994 (Connor et al. 1994). O início posterior de mais ensaios clínicos controlados com placebo em países em desenvolvimento e financiados pelos Estados Unidos levantou preocupação quando se soube que os pacientes estadunidenses tiveram acesso irrestrito, essencialmente, à droga, o mesmo não ocorrendo em países não desenvolvidos. Esses ensaios pareciam estar em direto conflito com as diretrizes recentemente publicadas para a investigação internacional CIOMS. Na verdade, uma divisão entre o universalismo ético e o pluralismo ético já era aparente antes da revisão de 1993.
Essa foi uma das revisões mais significativas, porque acrescentou ao texto a frase "Isso não exclui o uso de placebo inerte em estudos onde não há nenhum método comprovado de diagnóstico ou de terapêutica comprovada".

## Declaração de Helsinque VI
Redigida de acordo com a 5ª revisão, realizada na 52ª Assembleia Médica Mundial, em
Edimburgo, Escócia, em outubro de 2000.
Após a quarta revisão, em 1996, houve uma pressão quase imediata para a revisão da Declaração, com uma abordagem mais fundamental. Os ensaios continuavam nos países em desenvolvimento de forma antiética. A questão do uso de placebo levantou questões sobre o padrão de atendimento nos países em desenvolvimento e, como Marcia Angell escreveu, "seres humanos em qualquer parte do mundo devem ser protegidos por um conjunto irredutível de padrões éticos".
A Associação Médica Americana apresentou uma proposta de revisão em novembro daquele ano, e uma proposta de revisão foi divulgada no ano seguinte, causando considerável debate e resultando em uma série de simpósios e conferências. Muitos editoriais e comentários foram publicados refletindo uma variedade de pontos de vista, incluindo a preocupação de que a Declaração foi sendo enfraquecido por uma mudança no sentido eficiência de base e normas utilitárias, e uma edição inteira do Boletim de Ética Médica foi dedicada ao debate. No entanto, o que tinha começado como uma controvérsia em torno de uma série específica de ensaios e seus projetos na África Subsaariana, agora tinha implicações potenciais para toda a investigação.
Mesmo que a maioria das reuniões em torno da proposta de revisão não tenha chegado a um consenso, e muitos alegarem que a declaração devia permanecer inalterada, ou apenas minimamente alterada, a justificativa para a revisão foi, em parte, a expansão da investigação biomédica desde 1975. Isto envolveu uma reestruturação do documento, incluindo renumeração e reordenamento de todos os artigos.
A introdução estabelece os direitos do paciente e descreve a tensão inerente entre a necessidade de investigação para melhorar o bem comum, e os direitos do indivíduo. Os Princípios Básicos estabelecem um guia para avaliar em que medida a proposta de pesquisa atende aos padrões esperados de ética. A distinção entre terapêutica e investigação não terapêutica introduzida no documento original foi removida para enfatizar a aplicação mais geral de princípios éticos. O âmbito da revisão ética foi aumentado para incluir o tecido humano e de dados, a necessidade da responsabilidade pelo paciente ser designada a indivíduo medicamente qualificado e nunca a critério do próprio paciente, “mesmo que este tenha dado seu consentimento para tal”, bem como o estabelecimento da primazia das exigências éticas sobre as leis e regulamentos.
Entre as muitas mudanças dessa revisão, a maior ênfase ficou na necessidade de beneficiar as comunidades em que a pesquisa é realizada, e a atenção para os problemas éticos da experimentação sobre aqueles que não se beneficiariam da pesquisa, como os países em desenvolvimento, nos quais medicamentos inovadores não estão disponíveis. O Artigo 19 introduz o conceito de justiça social, e estende o alcance dos indivíduos para a comunidade como um todo, afirmando que “a investigação só se justifica se houver uma probabilidade razoável de que as populações nas quais a pesquisa é realizada se beneficiar os resultados da investigação”. O Artigo 27 ampliou o conceito de ética à publicação, acrescentando a necessidade de divulgação de conflitos de interesse, e de incluir o viés de publicação entre um comportamento eticamente problemático.

### Princípios complementares
O Artigo 29 reafirma o uso de placebo em situações em que "nenhuma intervenção comprovada" existe. Surpreendentemente, embora a formulação tenha ficado praticamente inalterada, isso criou mais protesto nessa revisão. A implicação é que os placebos não seriam permitidos quando comprovadas as intervenções disponíveis. A questão do placebo já fora um debate ativo antes da 4ª revisão, mas foi intensificada e, ao mesmo tempo, ainda causa polêmica no cenário internacional. Esta revisão implica que, na escolha de um planejamento de estudo, desenvolveram-se padrões mundiais sobre os cuidados, que devem ser aplicáveis a qualquer pesquisa realizada com seres humanos, incluindo nos países em desenvolvimento.
O artigo 30 apresenta ainda mais um conceito novo, em que, após a conclusão do estudo, os pacientes "devem ter a garantia de acesso à intervenção melhor comprovada" resultante do estudo, numa questão de justiça.

### Consequências
Devido à falta de consenso sobre várias questões antes da 5ª revisão, os debates continuaram inabaláveis e revelaram diferenças nas perspectivas entre países desenvolvidos e em desenvolvimento. Eventualmente, Notas de Esclarecimento dos artigos 29 e 30 foram acrescentadas, em 2002 e 2004, respectivamente, pois parecia haver "interpretações diversas e, possivelmente, a confusão". Em seguida, foram delineadas as circunstâncias em que um placebo pode ser "eticamente aceitável", ou seja, as "condições de menor gravidade", onde o "risco de dano grave ou irreversível" foi considerada baixa. Por esta razão, a nota indica que o texto deve ser interpretado à luz de todos os outros princípios da Declaração.
O artigo 30 foi debatido na sessão de 2003, com outro esclarecimento proposto, mas não resultou em qualquer convergência de pensamento, e assim as decisões foram adiadas por mais um ano, mas com um compromisso de proteger os mais vulneráveis. Um novo grupo de trabalho analisou o artigo 30, e recomendou que não seria alterado, em janeiro de 2004. Mais tarde, naquele ano, a Associação Médica Americana propôs uma nova nota de esclarecimento, que foi incorporada; nesse esclarecimento, a questão dos cuidados pós-julgamento agora se tornava algo a considerar, não uma garantia absoluta. Apesar dessas mudanças, o consenso não estava próximo, e a Declaração foi considerada, por alguns, como fora de contato com o pensamento contemporâneo.

## Declaração de Helsinque VII
Redigida de acordo com a 6ª revisão, realizada na 59ª Assembleia Médica Mundial, em
Seul, Coreia do Sul, em outubro de 2008
O sexto ciclo de revisão começou em maio de 2007, e consistiu de um convite à apresentação de alegações, concluído em agosto de 2007. A Associação Médica Mundial (WMA) convidou todas as associações médicas nacionais filiadas a identificar pontos que precisariam ser revistos devido aos avanços tecnológicos.
Foi criado um grupo de trabalho, do qual faziam parte o Brasil, África do Sul, Alemanha, Japão e Suécia, designados a compilar as sugestões dos países e apresentar as versões do texto ao Comitê de Ética Médica e ao Conselho da Associação Médica Mundial em Seul, na Coreia do Sul. Os termos de referência incluíam apenas a revisão limitada em relação a 2000, e foram emitidos para consulta, até fevereiro de 2008, e levados a Helsinque, em março. Essas observações foram em seguida incorporadas num segundo projeto de maio. Outros seminários foram realizados em Cairo e São Paulo e os comentários recolhidos em agosto de 2008. O texto final foi desenvolvido pelo Grupo de Trabalho para apreciação pelo Comitê de Ética e, finalmente, a Assembleia Geral, que o aprovou em 18 de outubro. O debate público foi relativamente pequeno em comparação aos ciclos anteriores, e em geral de suporte.

### Princípios
A Declaração é moralmente obrigatória para os médicos, e essa obrigação substitui quaisquer leis nacionais ou locais ou regulamentos. A declaração prevê um maior nível de proteção aos seres humanos do que a última, e os investigadores têm a obrigatoriedade de respeitar a legislação local.
O princípio fundamental é o respeito ao indivíduo (artigo 8), o seu direito à autodeterminação e o direito de tomar decisões informadas (artigos 20, 21 e 22) quanto à participação na investigação, quer no início quer no decurso da investigação. O bem-estar do indivíduo deve sempre prevalecer sobre os interesses da ciência e da sociedade (artigo 5), e a considerações de ordem ética deve sempre prevalecer sobre as leis e regulamentos (artigo 9).
O reconhecimento da maior vulnerabilidade de determinados indivíduos e grupos exige vigilância especial (artigo 8), e é reconhecido que, quando o participante da pesquisa é incompetente, física ou mentalmente incapaz de dar consentimento, ou seja, um menor (artigos 23, 24), deve ser considerado o consentimento substituto por um indivíduo agindo no melhor interesse do sujeito.
A investigação deve ser baseada em um conhecimento profundo do contexto científico (artigo 11), uma avaliação cuidadosa dos riscos e benefícios (artigos 16, 17), e deve ter uma probabilidade razoável de benefícios para a população estudada (artigo 19). Deve ser conduzida por pesquisadores adequadamente treinados (artigo 15), utilizando protocolos aprovados, sujeitos a revisão ética independente e fiscalização por uma comissão devidamente convocada (artigo 13). O protocolo deverá abordar as questões éticas e indicar se está em conformidade com a declaração (artigo 14).
Os estudos deverão ser interrompidos se as informações disponíveis indicarem que as considerações originais já não são cumpridas (artigo 17), e informações sobre o estudo devem estar disponíveis ao público (artigo 16). Os interesses do paciente, após a conclusão do estudo, deverão fazer parte da avaliação geral de ética, inclusive garantindo o seu acesso ao melhor tratamento comprovado (artigo 30). Sempre que possível, métodos não comprovados devem ser testados no contexto de pesquisa onde há possibilidade razoável de benefício possível (artigo 32).
As controvérsias e divisões sobre o texto têm continuado. Embora a declaração seja um documento central que norteia a prática da investigação, o seu futuro é controverso. Os desafios a enfrentar incluem o aparente conflito entre os diversos documentos que tratam da ética na pesquisa. Outro desafio é se o documento deve se concentrar em princípios de base, ao invés de ser mais exigente e, portanto, controverso. As recentes controvérsias prejudicam a autoridade do documento, assim como facilitam o seu abandono aparente por entidades importantes, uma vez que mudanças contínuas no texto não implicam autoridade, e levanta-se a questão de saber se a utilidade do documento deve ser mais formalmente avaliada, em vez de depender apenas de tradição.

## Pesquisa médica envolvendo seres humanos
A pesquisa médica envolvendo seres humanos tem sido prática comum na evolução científica, e contribuiu, sem dúvidas, para melhorar a qualidade de vida do homem. Uma questão, porém, tem se apresentado insistentemente, em função de um desejo de desenvolvimento e justiça social crescentes na evolução das sociedades mais primitivas até nossos dias, causando desconforto e questionamentos: a questão da experimentação abusiva, desnecessária e sem critérios. Ao longo dos séculos, a falta de normas vigentes para nortear tais experimentos incorreu, muitas vezes, na prática abusiva de experimentações sem critérios, de forma aleatória e discriminativa, em prejuízo de grupos sociais restritos ou minoritários, economicamente mais carentes e desamparados. Tais fatos mereceram da sociedade a atenção e a tentativa crescente de regulamentar a pesquisa dentro da ética necessária à evolução social pretendida.
Ao mesmo tempo em que a sociedade se beneficia com os resultados dos experimentos, mostra-se temerosa ante o fato da utilização de seres humanos na pesquisa científica; tal sentimento paradoxal se explica pela crença, de certa foram ingênua, de que se poderia experimentar um novo tratamento apenas em cobaias. O efeito de um tratamento no homem só pode ser observado, porém, no próprio homem, e o progresso da medicina depende em grande parte dessa experimentação. No entanto, ao longo do tempo, o homem criou padrões aceitáveis de ética e de qualidade para a experimentação, de acordo com as crenças de valores da sociedade, para que a continuidade da evolução científica, em especial na área médica, seja garantida sem ameaçar a justiça social.

## Benefícios da experimentação científica

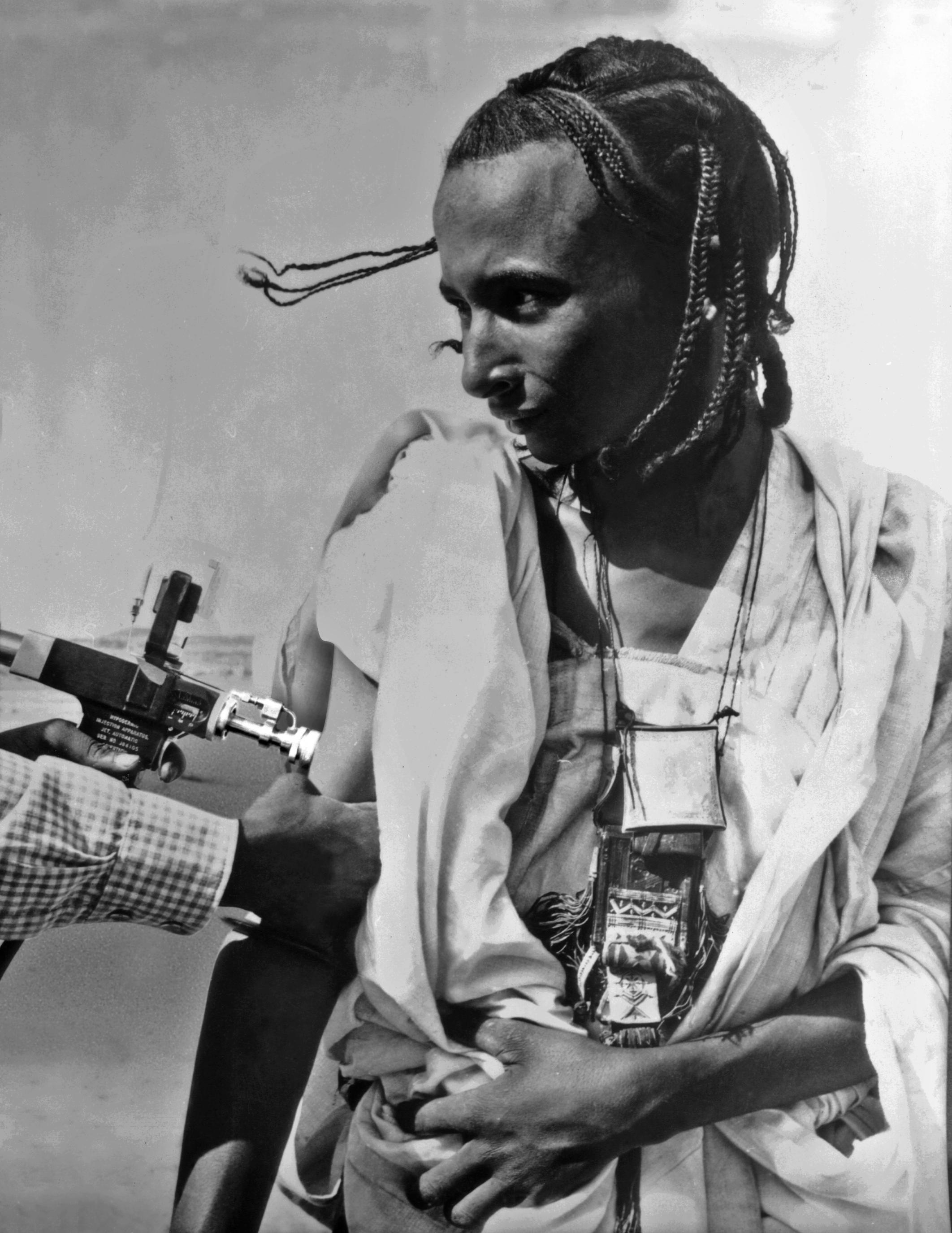
Vacinação durante a erradicação da varíola em Niger, fevereiro de 1969.

Atualmente, as pesquisas são planejadas sob financiamento, e o avanço de conhecimentos na área médica, assim como em outras áreas, se processa de maneira sistemática. Cada nova descoberta é discutida no meio científico, nos Congressos e revistas especializadas, porém ainda carrega o peso da questão central: a pesquisa se faz em seres humanos.
A melhoria da qualidade de vida da humanidade se deve, em grande parte, às experimentações e pesquisas feitas com a participação de seres humanos e, em virtude das controvérsias criadas pelos abusos cometidos através da história do homem, o momento atual requer vigilância através da legislação e da ética em garantia da beneficência.
Incontáveis experimentações feitas em seres humanos trouxeram benefícios à sociedade, citando entre elas a prevenção do escorbuto; a vacina contra a varíola; a vacina contra a raiva; a descoberta da insulina; os estudos sobre a febre amarela; a prevenção da pelagra; as pesquisas sobre a dengue; e a história das pesquisas em anestesiologia.
A vacina contra a varíola, exemplo bem sucedido que marcou um avanço incontestável na ciência médica, com a erradicação da tão temida doença,pode ser citado como exemplo positivo, a despeito de ter resultado da experimentação em seres humanos. As epidemias de varíola costumavam dizimar populações inteiras, através dos séculos, e já na antiguidade surgiram pesquisas e experiências  objetivando a prevenção adequada. Na antiga China, para fins de pesquisa, os estudiosos colocavam crostas de pústula de varíola na mucosa nasal de pessoas sadias. No Oriente Médio, costumava-se fazer desenhos cruciformes, com agulha infectada com varíola, no queixo e bochecha de pessoas sadias, o que era chamado “método grego”.
Em 1768, o médico inglês Edward Jenner, influenciado pelo relato popularizado de que os ordenhadores, ao adquirirem a varíola do gado, tornarem-se imunes à varíola humana, teve a ideia de inocular líquido da varíola bovina nas pessoas para torná-las imunes, e inoculou a varíola bovina no braço do menino James Phipps, usando material retirado das mãos da ordenhadora Sarah Nelmes, que estava com a doença. Alguns meses após, repetiu a inoculação, e estava inventada, assim, a vacina; Jenner publicou seu trabalho em 1798.

## Abusos cometidos pela experimentação em seres humanos

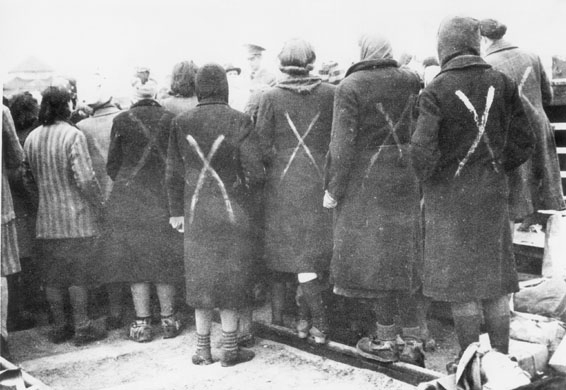
Mulheres prisioneiras no campo de concentração de Ravensbrück, onde eram realizados experimentos nazistas.

No século XIX, o médico dublinense William Wallace inoculou sífilis em 5 pessoas saudáveis, entre 19 e 35 anos, com a finalidade de observação e estudo; todos tiveram sífilis, e ele publicou seus trabalhos em 1851. Outro médico, o alemão Waller, publicou em seguida uma experiência similar, feita com pré-adolescentes de 12 e 15 anos. Através desses relatos passados de experimentação, pode-se ter ideia da prioridade que a ciência ocupou, ao longo dos séculos, em comparação ao indivíduo e seus interesses sociais. As histórias de abusos muitas vezes passaram despercebidas dos meios científicos, chegando até os dias atuais encobertas pela possibilidade de benefícios que se poderiam obter de seus resultados.

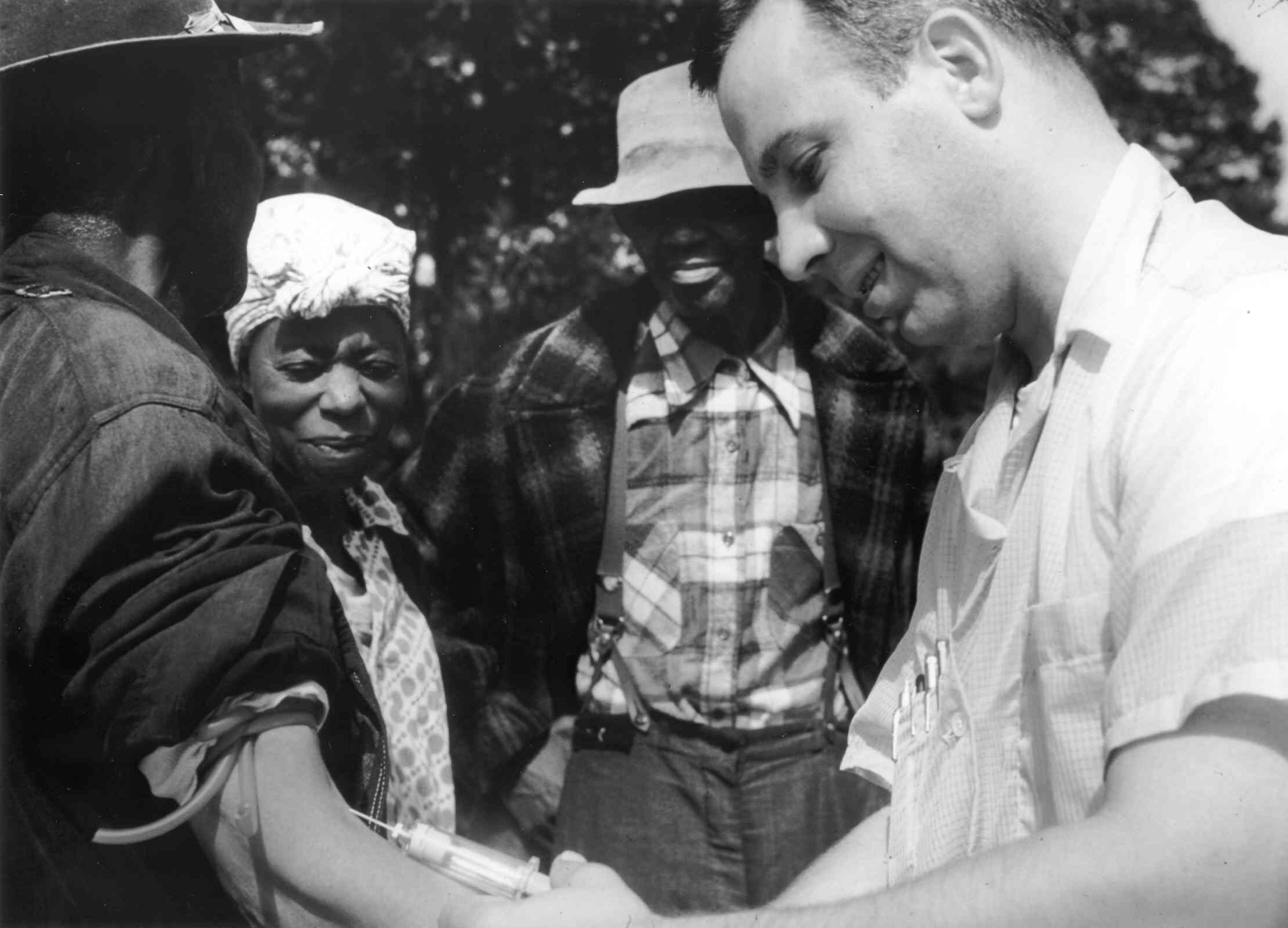
Médico injetando placebo em paciente durante experimento de Tuskegge, que ocorreu entre 1932 e 1973.

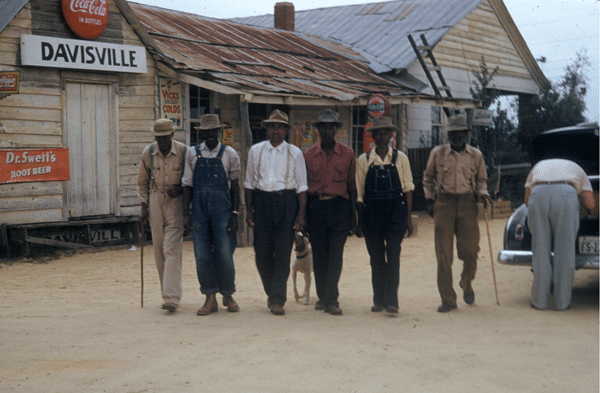
Grupo de participantes do Estudo da sífilis não tratada de Tuskegee, no Alabama, Estados Unidos da América.

Pode-se considerar, porém, que um dos pontos culminantes e que mais chamaram a atenção para a necessidade de regulamentação ética na pesquisa tenha sido a experimentação cometida na Segunda Guerra Mundial, nos campos de concentração nazistas. Prisioneiros raciais, políticos e militares foram colocados à disposição dos médicos para todo tipo de pesquisa, sem qualquer consentimento ou respaldo ético. Ali foram conduzidos, por exemplo, experimentos sobre malária, quando pessoas sadias foram contaminadas por injeções de extratos das glândulas secretoras dos mosquitos, ou sobre febre tifoide, com inoculação de bactérias em pessoas sadias, apenas para manter as bactérias vivas, com o objetivo de produzir vacinas. Os prisioneiros eram utilizados em experimentos com venenos, com sulfanilamida, testes de altitude e temperatura, e até para  organizações de coleções de esqueletos para universidades. No fim da guerra, durante os Julgamentos de Nuremberg, muitos médicos alegaram que tais abusos eram justificados pela ausência de uma regulamentação, ao longo da história, para a prática de tais experimentos.
Abusos foram cometidos, porém, nas mais diversas sociedades, sob a euforia da busca rápida de resultados, muitas vezes ignorados pela comunidade científica. Entre 1932 e 1973, nos Estados Unidos da América, foi realizado um experimento sobre sífilis que resultou em 13 trabalhos publicados, em que vários pacientes foram mantidos sem tratamento, em Tuskegee, no Alabama. Os pacientes eram negros e pobres, e não foram avisados de que estavam sendo submetidos a uma experiência, mas sim que “era um tratamento especial gratuito”. O estudo durou 40 anos, e só foi suspenso quando denunciado por um jornalista no “Washington Star”.
Houve diversos casos de experimentação controversa e sem benefícios para seus integrantes, mas só mais recentemente começaram os protestos contra o abuso de tais tipos de experimentos, daí a importância de regulamentação através da atitude ética e vigilância social e científica.